# Каролінський кодекс

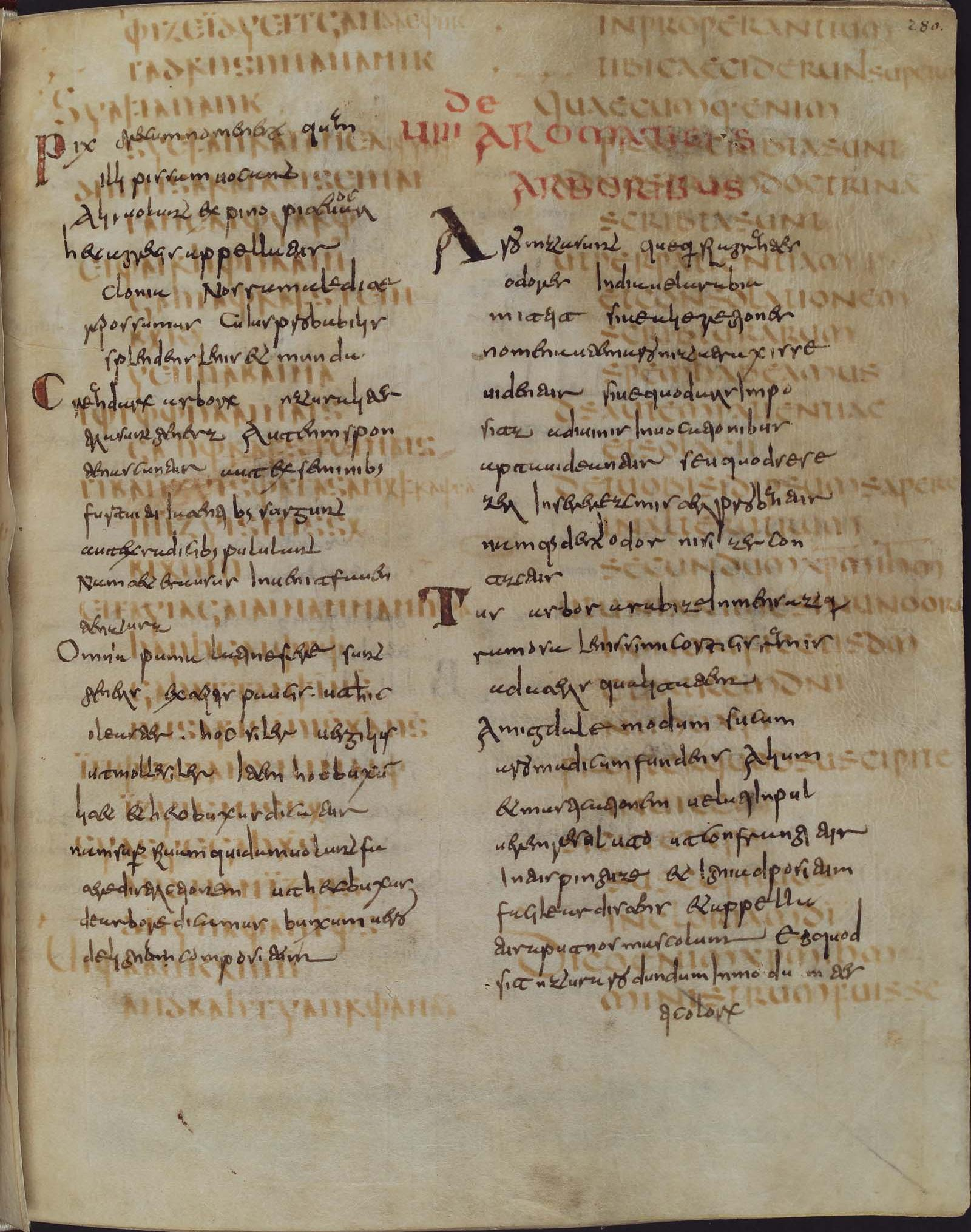
Каролінський кодекс. До Римлян 15:3–8

Каролінський кодекс (лат. Codex Carolinus) — неофіційний рукопис Нового Заповіту на пергаменті, датований VI чи VII століттям. Це палімпсест, що містить латинський текст, написаний над готичним. Готичний текст позначається siglum Car, латинський текст позначається siglum gue (традиційна система) або 79 (у списку Beuron), він являє собою старовинний переклад Нового Заповіту. Розміщений в історичній бібліотеці Герцога Августа, що в місті Вольфенбюттель (земля Нижня Саксонія, Німеччина).
Каролінський кодекс зберігся до наших днів у дуже фрагментарному стані. Він містить лише текст Послання до Римлян 11–15 на чотирьох пергаментних листках (розмір 26,5 см на 21,5 см). Текст пишеться у дві паралельні колонки, 27 рядків на стовпчик. Лівий стовпчик — в готиці, правий — латиною.